# Manuel Zabala Urdániz
Manuel Zabala y Urdániz (Saragossa, 1852 - Madrid, 1927) fou un historiador, polític i pedagog aragonès d'origen basc, diputat a les Corts Espanyoles durant la restauració borbònica.

## Biografia
Doctorat en filosofia i lletres i en dret per la Universitat de Saragossa el 1874. El 1884 va obtenir la càtedra de Geografia i Història de l'Institut de València i el 1900 de l'Institut San Isidro de Madrid, del que en fou director 17 anys. També fou president de l'Ateneu Mercantil de València.
Fou elegit regidor de l'ajuntament de València pel Partit Liberal Fusionista el 1889, alcalde de València el 1893-1894 i diputat pel districte de Llíria a les eleccions generals espanyoles de 1898. El 1904 fou nomenat conseller d'Instrucció Pública. Fou el pare de Pío Zabala Lera, també historiador.

## Obres
Va publicar nombroses obres entre les quals algunes destinades a l'ensenyament (texts de geografia i història), com el Compendio de Historia Universal (1909), El mapa mundi y Europa en particular (1916), Historia de España (1920), i Geografía general.